# یواس‌اس یوسیمیتی (۱۸۹۲)
یواس‌اس یوسیمیتی (۱۸۹۲) (به انگلیسی: USS Yosemite (1892)) یک کشتی بود که طول آن ۳۸۹ فوت ۲ اینچ (۱۱۸٫۶۲ متر) بود. این کشتی در سال ۱۸۹۲ ساخته شد.